# La carriera di una prostituta
La carriera di una prostituta (conosciuta anche come La carriera della prostituta; in lingua originale The Harlot's Progress o A Harlot's Progress) è una serie di sei dipinti (1731, andati distrutti) e di incisioni (1732), dell'artista inglese William Hogarth. La serie narra la storia di una giovane donna, M. (Moll o Mary) Hackabout, che si trasferisce a Londra dalla campagna e diviene una prostituta. L'intera serie si sviluppa a partire dalla terza immagine: dopo aver dipinto una prostituta nel suo boudoir all'interno di una mansarda a Drury Lane, Hogarth ebbe l'idea di creare delle scene di vita della donna precedenti e successive a quel momento. Il titolo e l'allegoria richiamano il romanzo Il pellegrinaggio del cristiano (Pilgrim's Progress) di John Bunyan.
Nella prima scena, un'anziana signora elogia la bellezza della giovane e le offre un impiego redditizio, ottenendo per lei il primo ingaggio con l'uomo in piedi sui gradini di una porta. Nella seconda, la giovane è l'amante di due uomini; nella terza è diventata una comune meretrice e rischia di essere arrestata. Nella quarta immagine è rinchiusa a Bridewell Palace e sta battendo la canapa, che sarà usata per la creazione di corde per le impiccagioni. Nella quinta scena sta già morendo a causa di una malattia venerea, e nella sesta muore all'età di soli 23 anni.

## Storia
La protagonista, M. Hackabout (come si legge nelle incisioni numero 1 e 3, e sulla placchetta della bara nell'incisione nº 6), probabilmente prende il nome dall'eroina Moll Flanders e da Kate Hackabout, o ironicamente dalla Vergine Maria. Kate fu una famosa prostituta e sorella del brigante Francis Hackabout: egli venne impiccato il 17 aprile 1730; nell'Agosto dello stesso anno, Kate venne accusata di essere proprietaria di una casa di tolleranza, dopo essere stata arrestata per ordine del magistrato di Westminster, Sir John Gonson.
Questa serie di dipinti ebbe molto successo e Hogarth utilizzò la sua esperienza di apprendista argentiere per creare delle incisioni dei disegni, vendendo 1,240 set di edizione limitata delle sei stampe per una ghinea ciascuno. Si trovarono presto in circolazione copie illecite delle incisioni e nel 1735 Hogarth riuscì a far approvare un Act of Parliament (8 Geo.2 c.13, vale a dire l'Engraving Copyright Act 1734) per proibire tale pratica illegale. Poco dopo, Hogarth pubblicò la sua seconda serie di immagini satiriche e moralistiche, La Carriera di un Libertino, seguita nel giro di pochi anni da Matrimonio alla moda.
I dipinti originali vennero distrutti in un incendio nel 1755 a Fonthill House, la casa di campagna di William Beckford (1709-1770), politico e padre di William Thomas Beckford (1760-1844) che fece costruire la residenza Fonthill Abbey nel Wiltshire. Le tavole originali, invece, furono vendute dalla vedova di Hogarth, Jane, a John Boydell nel 1789; da lui, passarono a Baldwin, Cradock e Joy nel 1818; infine, giunsero nelle mani di Henry George Bohn nel 1835. Ognuno di essi, fece fare delle copie delle opere.

## Adattamenti
Il compositore britannico Iain Bell ha creato un adattamento operistico del lavoro di Hogarth, con cui è stata aperta la stagione 2013 del Theater an der Wien (teatro d'opera di Vienna) e con il soprano tedesco Diana Damrau a interpretare il ruolo della protagonista. La prima mondiale dell'opera A Harlot's Progress (La Carriera di una Prostituta) è avvenuta il 13 ottobre 2013.

## Le incisioni
| Incisione nº 1 | M. Hackabout arriva a Londra, al Bell Inn di Cheapside |
| --- | --- |
| | La protagonista è giunta a Londra. Porta con sé delle forbici e un puntaspilli, che indicano che è alla ricerca di un lavoro come sarta. Invece, incontra Elizabeth Needham, malata di sifilide, famosa protettrice e proprietaria di un bordello, che la ispeziona e che vuole indurla alla prostituzione. Anche il noto libertino Francis Charteris e il suo protettore John Gourlay osservano la signorina Hackabout con interesse. I due stanno in piedi davanti a un edificio in rovina, simbolo della loro corruzione morale. Charteris si vezzeggia nell'attesa di ottenere ciò che desidera. |
| I londinesi presenti trascurano del tutto la scena, e perfino un ecclesiastico a cavallo ignora la situazione, proprio come non bada al suo cavallo che fa cadere una pila di pentole. M. Hackabout sembra essere stata ingannata dalla possibilità di trovare un lavoro in regola. L'oca che spunta tra i suoi bagagli è indirizzata "Al mio caro cugino di Thames Street a Londra" (con evidenti errori di scrittura): ciò suggerisce che la ragazza sia stata fuorviata; tale "cugino" potrebbe essere al servizio della meretrice. La giovane è vestita di bianco, in forte contrasto con le persone che la circondano, denotando la sua purezza e la sua ingenuità. L'oca morta vicino ai suoi bagagli lascia presagire la morte della ragazza, come risultato della sua sprovvedutezza. L'insegna della locanda, col disegno di una campana, potrebbe riferirsi al termine francese "belle" (bella donna). La vacillante pila di pentole, invece, allude all'imminente "caduta" della Hackabout. Sia l'oca sia le pentole, inoltre, indicano l'inevitabile impotenza che deriva dalla sifilide, predicendo il futuro della fanciulla. La composizione ricorda quella tipica della Visitazione della Beata Vergine Maria. | |
| Incisione nº 2 | M. Hackabout è ora una donna mantenuta, essendo l'amante di un ricco commerciante |
| | La giovane campagnola è divenuta amante di un ricco mercante ebreo, come confermano i quadri dell'Antico Testamento sulla parete di fondo, considerati profetici del trattamento che l'uomo riserverà alla ragazza in questa e nella successiva incisione. Lei ostenta diversi capi di vestiario e accessori, e ha un servitore delle Indie occidentali e una scimmia. I servitori e la scimmia sono stati quasi certamente procurati dall'uomo d'affari. Tutto questo e il tavolino di mogano col servizio da the suggeriscono che la ricchezza dell'uomo si fondi sul colonialismo. M. Hackabout possiede ora vasetti di cosmetici, una maschere per partecipare ai balli, e il suo appartamento è decorato con dipinti che sottintendono la sua promiscuità e la precarietà della sua morale. Fa rovesciare il tavolino così da distrarre il commerciante, mentre un secondo amante può sgattaiolare fuori indisturbato, aiutato dalla giovane domestica. |
| Incisione nº 3 | M. Hackabout da donna mantenuta si trasforma in comune prostituta |
| | La signorina Hackabout è divenuta una comune prostituta. La giovane domestica dell'incisione nº 2 è ora invecchiata e ha contratto la sifilide. Henry Fielding, in Tom Jones, direbbe che la donna di servizio somiglia proprio al personaggio di Mrs. Partridge. Il letto è l'elemento d'arredo più rilevante, e la posa del gatto indica il nuovo status della donna (vedi per esempio l'identica connotazione del gatto nell'Olympia di Manet). Il cappello da strega e la verga di betulla appesi al muro non alludono alla magia nera, ma al fatto che la prostituzione è ritenuta un lavoro demoniaco. I suoi idoli si trovano sulla parete: Macheath de L'opera da tre soldi e Henry Sacheverell, e sotto di loro si trovano due rimedi per la sifilide. La scatola con la parrucca del brigante James Dalton (impiccato l'11 maggio 1730) è conservata sopra al baldacchino del letto e lascia pensare a un'avventura romantica tra lui e la signorina Hackabout. Il magistrato Sir John Godson, insieme a tre balivi armati, sta entrando nella stanza per arrestare la donna per le sue attività illecite. M. Hackabout mostra un orologio nuovo di zecca (forse un regalo di Dalton o rubato a un cliente) e ha il seno sinistro scoperto. Ma Gonson è più interessato al cappello e alla "scopa" da strega o alla parrucca sopra al letto. La composizione si rifà satiricamente a quella tipica dell'Annunciazione. |
| Incisione nº 4 | M. Hackabout batte la canapa all'interno della prigione di Bridewell |
| | M. Hackabout è rinchiusa nella prigione di Bridewell. Batte la canapa con un martello, fibra che servirà per creare le corde usate per le impiccagioni, mentre una guardia la minaccia e la forza a proseguire il lavoro assegnato. Il precettore sadico Thwackum, appartenente al romanzo Tom Jones di Fielding, è identico al secondino. La moglie di quest'ultimo, invece, è intenta a privare la detenuta dei suoi abiti, mentre fa l'occhiolino al suo partner. I prigionieri sono disposti da sinistra a destra, in ordine decrescente di benessere. M. Hackabout si trova di fianco a un baro, a cui sono cadute le carte da gioco e che ha portato con sé il suo cane. I carcerati non vengono in alcun modo riabilitati, nonostante l'ironica scritta in alto a sinistra, sopra gli strumenti di tortura, reciti: "Meglio lavorare, che essere messi qui". La persona sotto tortura deve essersi rifiutata di lavorare. |
| Dopo il baro, si vedono una donna e un bambino, forse affetto dalla sindrome di down (probabilmente figlio del truffatore), e infine una donna africana incinta. Uno dei graffiti sul muro di fondo rappresenta John Gonson sulla forca. La domestica di Hackabout, in primo piano sulla destra, sorride mentre vengono sottratti gli abiti alla padrona, e sembra indossare proprio le scarpe di quella. | |
| Incisione nº 5 | M. Hackabout sta morendo di sifilide |
| | M. Hackabout è in punto di morte. Il dottor Richard Rock (a sinistra, con la parrucca nera) e il dottor Jean Misabuin (a destra, coi capelli bianchi) discutono vivacemente sulla cura da utilizzare, e sembrano indecisi tra salasso e coppettazione. Una donna, forse la maîtresse e padrona di casa, rovista tra gli averi della degente alla ricerca di qualcosa da portarsi via. |
| Nel frattempo, la domestica cerca di porre fine al saccheggio e al litigio tra i medici. Il figlio della signora Hackabout è seduto vicino al camino, disorientato dalla situazione. Il piccolo è intento a togliersi pulci e pidocchi dai capelli. Diversi oppiacei e rimedi palliativi sono sparsi sul pavimento. I panni stesi sembrano allungarsi verso la Hackabout, come fossero fantasmi pronti a portarla nell'aldilà. | |
| Incisione nº 6 | La veglia funebre |
| | Nell'ultima incisione, M. Hackabout è morta e tutti i saprofagi sono presenti alla veglia. Nella placchetta di metallo sul coperchio della bara si legge che è morta all'età di 23 anni, il 2 settembre 1731. Il pastore fa rovesciare il brandy dal bicchiere, mentre con l'altra mano è impegnato a farsi strada sotto la gonna della ragazza seduta accanto a lui, la quale non sembra disdegnare. Una donna che ha appoggiato bottiglia e bicchiere sulla bara li guarda con disapprovazione. Il figlio di M. Hackabout gioca spensierato con una trottola, ignaro di quel che sta accadendo intorno a lui e del terribile futuro a cui va incontro. |
| Sulla destra in primo piano, Elizabeth Needham piange disperata, ubriacandosi con una caraffa di brandy su cui appare un sorriso spettrale. La protettrice è l'unica sconvolta dal trattamento riservato alla defunta, la cui bara è usata come fosse il bancone di una taverna. Una ragazza "in lutto" (un'altra prostituta) ruba il fazzoletto dalla tasca dell'impresario funebre che cerca di consolarla. Un'altra ancora mostra un dito ferito a una collega, mentre una donna (che porta i segni della sifilide sulla fronte) si sistema il trucco allo specchio alle loro spalle. La casa in cui avviene la veglia presenta un ironico blasone sulla parete, composto da uno scaglione decorato da tre zipoli, che rimandano al rovesciarsi dell'alcolico del pastore e all'espirazione di M. Hackabout. Il cappello bianco appeso al muro è quello che la deceduta indossava nella prima incisione, a ricordo di come è iniziato il percorso che l'ha portata a morire. | |